# Джунд аш-Шам
Джунд аш-Шам или Воины Великой Сирии (араб. جند الشام‎ воины Дамаска) — ливанская суннитская террористическая организация. Возникла в лагере палестинских беженцев Эйн аль-Хилве в 2004 году. Проводит линию, направленную на конфронтацию с движением ФАТХ. Джунд аш-Шам подозревался в причастности к убийству одного из лидеров шиитской партии Хезболла Халеба Аввали, хотя организация отрицала свою ответственность.

## Руководство
Организацию возглавляет Абу Юсуф Шарки, выходец из ФАТХа. Военное крыло организации находится под началом Имада Яссина.

## Джунд аш-Шам в России
2 июня 2006 года Верховный суд Российской Федерации признал организацию террористической и запретил её деятельность на территории России.